# شیرو کیشیبه
شیرو کیشیبه (岸部四郎؛ ۷ ژوئن ۱۹۴۹ – ۲۸ اوت ۲۰۲۰) بازیگر، اهالی کسب‌وکار، presenter اهل ژاپن بود. وی بین سال‌های ۱۹۶۷ تا ۲۰۱۴ میلادی فعالیت می‌کرد.